# Sphaerolichidae
Famille
Genre
Espèce
Sphaerolichus armipes est la seule espèce de la famille des Sphaerolichidae.

## Référence
- Berlese, 1904 : Acari Nuovi. Manipulus III. Redia 2 p. 10-32.
- Berlese, 1913 : Acari nuovi. Manipoli VII-VIII. Redia 9 p. 77–111.